# إلبيرت فرانك كوكس
إلبيرت فرانك كوكس (بالإنجليزية: Elbert Frank Cox)‏ هو رياضياتي أمريكي، ولد في 5 ديسمبر 1895، وتوفي في 28 نوفمبر 1969.